# Jama Baredine
Die Jama Baredine (deutsch: Höhle auf dem Brachfeld) ist eine Karsthöhle, die sich rund 9,4 Kilometer außerhalb von Poreč (Istrien/Kroatien) nahe der Ortschaft Nova Vas befindet. Sie ist die erste Schauhöhle Istriens und wurde 1996 eröffnet.

## Beschreibung
Die Jama Baredine ist eine insgesamt 132 Meter tiefe Schachthöhle, die bis in eine Tiefe von etwa 55 Meter besichtigt werden kann. Die beiden am unteren Ende eines Schachts von 66 Meter Tiefe liegenden Seen am Grund der Höhle besitzen eine Wassertiefe von zirka 16 Meter. Der zu besichtigende Teil gliedert sich in fünf Hallen: Eingangshalle, Roter Saal, Spaghettisaal, vierter Saal, Figurensaal. Tropfsteinformationen mit Namen sind u. a.: Der weiße Turm von Pisa im Spaghettisaal, Schneemann und Madonna im Figurensaal. die hohen „Vorhänge“ in einer Länge von 10 Metern, Fackelträger.
In der Höhle hat es konstant 14 °C.
Die für Besucher unzugänglichen Seen am Grund der Höhle beherbergen eine große Population des Grottenolms. In einem flachen Becken im untersten Saal werden zwei Exemplare zur Schau gestellt.

## Geschichte

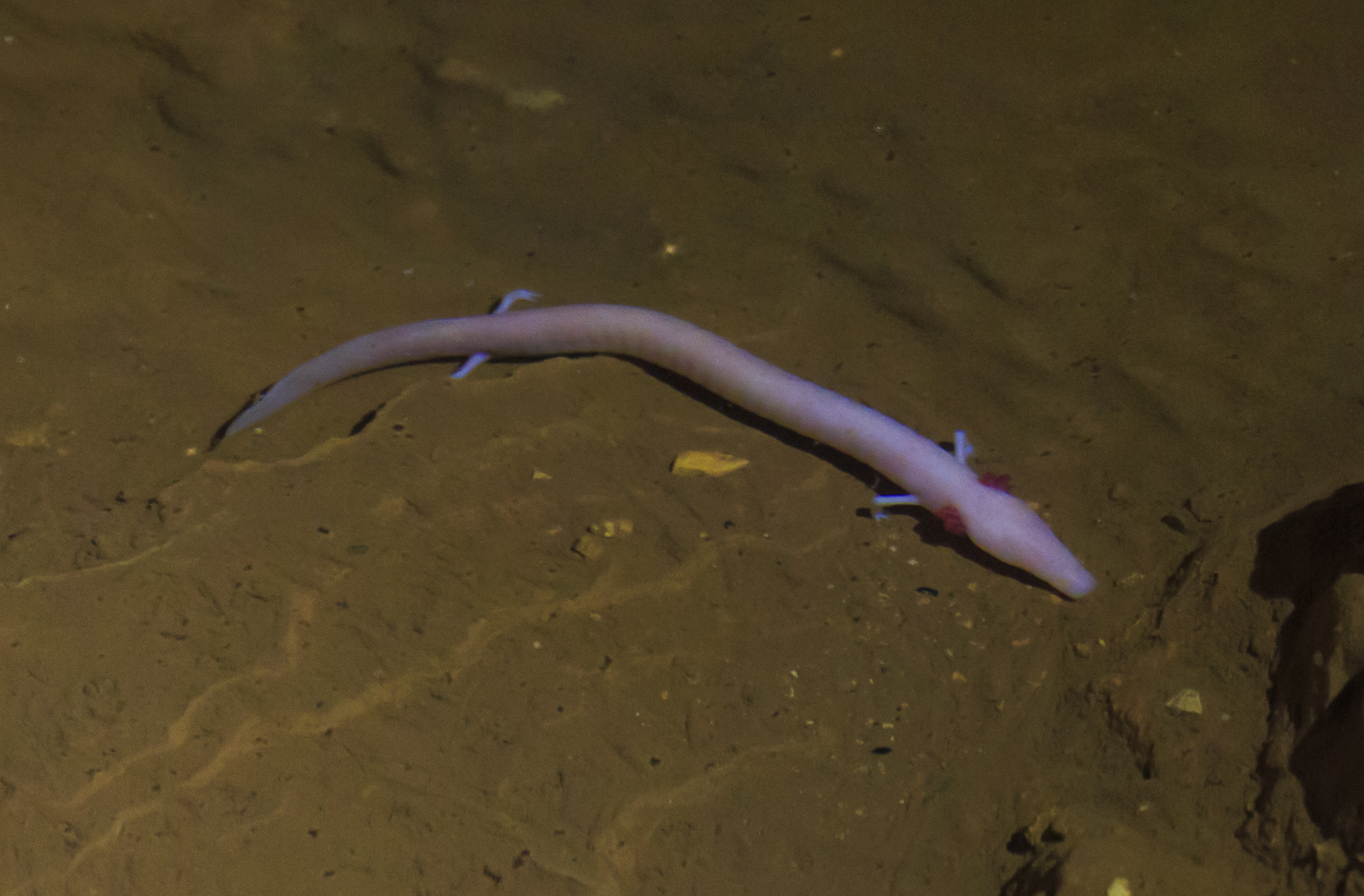
Grottenolm in der Jama Baredine.

Die Höhle ist schon lange bekannt. Keramikfunde belegen, dass die Höhle schon ca. 4000 Jahre bekannt und besucht ist. Ein Stalagmit wird bereits in einer mittelalterlichen Legende als versteinerte Frau beschrieben, die auf ihren Liebhaber wartet. Die Erforschung begann im frühen 20. Jahrhundert. Im Jahre 1973 wurde der Zugang zum unterirdischen See der Baradine entdeckt. 1986 wurde die Höhle als Naturdenkmal anerkannt. Sie ist wegen ihrer Schönheit bis weit über die Landesgrenzen von Kroatien bekannt und wird jedes Jahr von vielen Besuchern besichtigt. Der Ausbau zur Schauhöhle begann Anfang der 1990er Jahre, für die Besichtigung wurde sie 1996 freigegeben.

## Umgebung
Auf dem Gelände der Höhle befinden sich das Höhlenkletterzentrum Speleolit und ein Traktormuseum.
Erschlossen ist die Höhle u. a. durch den Radwanderweg Kaštelir-Baredine (Nr. 112) und durch die stillgelegte Strecke der Lokalbahn Triest–Parenzo von Triest nach Poreč, die heute ebenfalls als Radwanderweg genutzt wird. Sie erschließt die Höhle von Nova Vas aus, rund einen Kilometer entfernt.